# 入江雅人
入江 雅人（いりえ まさと、1963年4月2日 - ）は、福岡県出身の俳優。所属事務所はキューブ。

## 略歴
福岡県直方市出身。福岡県立鞍手高等学校卒業。横浜放送映画専門学院（現・日本映画大学）の同期だったウッチャンナンチャン、出川哲朗らと劇団SHA・LA・LAを結成。マセキ芸能社に所属し、劇団員とともにバラエティ番組で活躍した。
1998年の劇団解散後は役者として活動。近年はNHK『サラリーマンNEO』シリーズのレギュラーとしての活躍で知名度を高めている。

## 出演

### テレビドラマ
- 悪いこと 第12回「道徳」（1992年、フジテレビ系）
- 若者のすべて（1994年、フジテレビ系）
- ハートにS X'masスペシャル（1994年、フジテレビ系）
- 沙粧妙子-最後の事件-（1995年、フジテレビ系）
- 白線流し（1996年、フジテレビ系）
- 月曜ドラマスペシャル 東京に殺された女（1996年、TBS系）
- shin-D 天国への扉（1996年、日本テレビ）
- 協奏曲（1996年、TBS系）
- ドラマ新銀河（NHK）
  - この指とまれ2（1997年） - 津川優二 役
- 彼女たちの結婚（1997年、フジテレビ系）
- 生かし屋という男（1997年、テレビ朝日系）
- Dの遺伝子（1997年、フジテレビ系）
- ビーチボーイズ（1997年、フジテレビ系）
- ドラマ新銀河 この指とまれ2 第六夜「膝」（1997年、NHK）
- ウイークエンドドラマ 幻想ミッドナイト（1997年、テレビ朝日）
- 愛の劇場 風になりたい（1998年、TBS系）
- 恋はあせらず（1998年、フジテレビ系）
- お仕事です!（1998年、フジテレビ系）
- 殴る女（1998年、フジテレビ系）
- 女性捜査官アイキャッチャー（1999年、NHK）
- コワイ童話「不思議の国のアリス」（1999年、TBS） - 広岡 役
- 彼女たちの時代（1999年、フジテレビ系）
- 安楽椅子探偵、再び（2000年、朝日放送（関西エリアのみ）） - 守屋功二 役
- JUDGE CAFE（2001年、BS-i）
- A side B（2001年、BS-i）
- The Apartment（2002年、BS-i）
- ぼくが地球を救う（2002年、TBS系）
- 相棒 第2シーズン（2003年、テレビ朝日系）
- 恋する日曜日・文學の唄「市井事」（2005年、BS-i）
- TRICK3（2003年、テレビ朝日系）
- ケータイ刑事 銭形泪 第21話（2004年、BS-i）
- 愛し君へ（2004年、フジテレビ系）
- アンフェア 第1話（2006年1月10日、フジテレビ系） - 編集者・野口 役
- 富豪刑事デラックス（2006年、ABCテレビ/テレビ朝日系）
- ダンドリ。（2006年、フジテレビ）
- 飛ばまし、今（2006年、NHK福岡発地域ドラマシリーズ）
- 黒い春（2007年、WOWOW）
- ホレゆけ!スタア☆大作戦（2007年 - 2008年、よみうりテレビ 他） - ナレーション
- THE・プレゼンター
- 世にも奇妙な物語 春の特別編（フジテレビ系）
- 7人の女弁護士・第2シリーズ 第8話（2008年5月、テレビ朝日） - 田所（ゲスト） 役
- 土曜時代劇・オトコマエ! 第9話（2008年6月28日、NHK） - ゲスト
- 小児救命（2008年11月13日・テレビ朝日） - 小児科医師 役
- ケータイ捜査官7（2008年、テレビ東京） - マネージャー 役
- 仮面ライダーディケイド（2009年、テレビ朝日） - 鎌田 役
- フジテレビ開局50周年記念ドラマ・わが家の歴史（2010年4月11日、フジテレビ） - 医者 役
- 黄金の豚-会計検査庁 特別調査課-（2010年10月20日、日本テレビ） - 大島忠 役
- 最上の命医（2011年、テレビ東京） - 坂本医師 役
- リーガルハイ（2012年、フジテレビ系）
- 高校入試（2012年、フジテレビ系） - 沢村幸造 役
- 孤独のグルメ Season2 第5話（2012年11月7日、テレビ東京）- 白石教授 役
- ショムニ2013年 第3話（2013年、フジテレビ） - 三筋社長 役
- 花咲舞が黙ってない 第9話（2014年、日本テレビ） - 羽田雅則 役
- おわこんTV（2014年7月 - 8月、NHK BSプレミアム） - 重成義人 役
- 新・刑事吉永誠一 第1話（2014年、テレビ東京） - 三田村啓吾 役
- 怪奇恋愛作戦　第3話・第4話（2015年1月 - 3月、テレビ東京） - 水沼 役
- ボクの妻と結婚してください。 第1話（2015年5月10日、NHK BSプレミアム） - タクシー運転手 役
- かもしれない女優たち（2015年6月23日、フジテレビ）
- 刑事7人 第4話（2015年8月5日、テレビ朝日） - 添島修一 役
- Friend-Ship Project　初恋▽トライアングル～あのコは何でニッポンに？～（2016年2月11日、テレビ東京） - 植村敦 役
- 家族ノカタチ（2016年） - 田中伸明 役
- 緊急取調室 第3話（2017年5月4日、テレビ朝日） - 小泉正隆 役
- アキラとあきら（2017年） - 蒲原義一
- ラッパーに噛まれたらラッパーになるドラマ（2019年） - 明智秀光 役[1]
- 全っっっっっ然知らない街を歩いてみたものの Season2 最終話（2022年4月11日、フジテレビ）[2]

### 映画
- 君は裸足の神を見たか（1986年、金秀吉監督） - 高梨勉 役
- 猫のように（1988年、中原俊監督） - 吉野ツトム 役
- 39 刑法第三十九条（1999年、森田芳光監督） - 畑田修 役
- バースデイプレゼント（1995年、光野道夫監督）
- あぶない刑事リターンズ（1996年、村川透監督） - 青柳耕作 役
- 「物陰に足拍子」より MIDORI（1996年、廣木隆一監督）
- 狗神（2001年、原田眞人監督） - 坊之宮博文 役
- 踊る大捜査線 THE MOVIE 2 レインボーブリッジを封鎖せよ!（2003年、本広克行監督） - 高橋健三 役
- 戦国自衛隊1549（2005年、手塚昌明監督）
- ピーナッツ（2005年、内村光良監督）
- あおげば尊し（2006年）
- 20世紀少年 第1章 終わりの始まり（2008年） - ケンヂの同級生 役
- 罪とか罰とか(2009年)　- Nadeshiko編集部　南 役
- わたし出すわ（2009年） - 大野医師 役
- 特命係長 只野仁 最後の劇場版（2009年）
- ダーリンは外国人（2010年）
- 恋愛戯曲（2010年）
- サラリーマンNEO 劇場版(笑)（2011年）
- スープ〜生まれ変わりの物語〜（2012年）
- 青天の霹靂（2014年）
- ゴッドタン キス我慢選手権 THE MOVIE2 サイキック・ラブ（2014年）

### 舞台
- 憑いてますか（1994年8月1日 - 14日、銀座博品館劇場）
- 舞台・ウレロ☆未公開少女（2013年3月2日 - 3日、ブルーシアター）
- 舞台・夜中に犬に起こった奇妙な事件（2014年4月4日 - 29日、世田谷パブリックシアター/シアターBRAVA!）
- ヒトラー、最後の20000年〜ほとんど、何もない〜（2016年7月24日 - 9月11日、本多劇場 他）
- ワタナベエンターテインメント Diverse Theater 物理学者たち（2021年9月19日 - 26日、本多劇場）
- 舞台・笑わせんな（2024年2月8日 - 18日、本多劇場） - 松本 役[3]
- ゾンビフェス THE END OF SUMMER 2025（2025年10月16日〈予定〉、CBGKシブゲキ!!）[4]

### テレビアニメ
- ビックリマン2000（1999年11月 - 2001年2月、テレビ東京系） - バカラ軍曹 / バカラ伍長 役
- こちら葛飾区亀有公園前派出所 第197話（2001年2月18日、フジテレビ） - 千葉健 役

### ラジオ
- 20'S 20 J-POP COUNTDOWN（1992年ごろ - 1994年3月、FM富士）
- 入江雅人のGo!Go!テレキッズ（1994年4月 - 1996年3月、ニッポン放送）

### バラエティ
- 森田一義アワー 笑っていいとも!（1994年10月 - 1995年9月、フジテレビ系） - 火曜日担当
- ウッチャンナンチャンのやるならやらねば!（フジテレビ系）
- ウッチャン・ナンチャン with SHA.LA.LA.（日本テレビ系）
- 銀幕会議（フジテレビ）
- ウンナンの気分は上々。（TBS）
- サラリーマンNEO（NHK）
- 世直しバラエティー カンゴロンゴ（NHK）
- クラシックミステリー 名曲探偵アマデウス（NHK）
- ピラメキーノG ざっくり戦士ピラメキッド（テレビ東京系） - 黒沢マネジャー / 白黒怪人ジャーマネ（声） 役
- ゴッドタン 第5回キス我慢選手権（テレビ東京系） - 刑事 役
- SICKS〜みんながみんな、何かの病気〜（テレビ東京系） - 中華料理店店主 役

### CM
- ビズリーチ（2021年6月）